# The Determined Lovers; or, Where There's a Will, There's a Way
The Determined Lovers; or, Where There's a Will, There's a Way è un cortometraggio muto del 1908. Il nome del regista non viene riportato nei credit del film.

## Trama
In una casa borghese, un uomo e una donna si trovano in biblioteca. Nella stanza entra la loro figlia con il suo innamorato che lei presenta ai genitori, annunciando il loro prossimo matrimonio. Ma i genitori non sono per niente d'accordo e intimano all'uomo di uscire, mentre la ragazza si scioglie in lacrime. I due innamorati si incontrano poco dopo in un vicolo deserto ma vengono sorpresi dal padre di lei che si riprende la figlia, riportandola a casa. I due amanti insistono nei loro progetti di fuga: dopo essere quasi riusciti a farsi sposare da un giudice di pace, sono interrotti ancora una volta dai genitori di lei. La giovane riesce infine a fuggire a cavallo, riunendosi all'amato: la cerimonia di nozze questa volta viene portata a termine e i padre di lei, sconfitto, dà finalmente il suo assenso all'unione.

## Produzione
Il film fu prodotto dalla Vitagraph Company of America.

## Distribuzione
Distribuito dalla Vitagraph Company of America, il film uscì nelle sale cinematografiche statunitensi il 20 giugno 1908.